# Sielsowiet Suchary
Sielsowiet Suchary (biał. Сухарэўскі сельсавет, ros. Сухаревский сельсовет) – sielsowiet na Białorusi, w obwodzie mohylewskim, w rejonie mohylewskim, z siedzibą w Sucharach.
Według spisu z 2009 sielsowiet Suchary zamieszkiwało 1146 osób, w tym 1058 Białorusinów (92,32%), 64 Rosjan (5,58%), 9 Ukraińców (0,79%), 5 Osetyjczyków (0,44%), 3 Polaków (0,26%), 5 osób innych narodowości i 2 osoby, które nie podały żadnej narodowości.

## Miejscowości
- agromiasteczko:
  - Suchary
- wsie:
  - Akulincy
  - Charoszki
  - Chodniewa
  - Ciecieraunik
  - Iwanau Dwarec
  - Iwanawiczy
  - Kisialki
  - Małoje Buszkawa
  - Ryki
  - Safijsk
  - Supaniczy
  - Wasilewiczy
  - Wialikaje Buszkawa
  - Zarescie